# Sport-Club Charlottenburg 2015-2016
Questa voce raccoglie le informazioni riguardanti lo Sport-Club Charlottenburg nelle competizioni ufficiali della stagione 2015-2016.

## Organigramma societario
Area direttiva
- Presidente: Kaweh Niroomand

Area tecnica
- Allenatore: Roberto Serniotti
- Allenatore in seconda: Koichiro Shimbo
- Scout man: Florian Vogel

Area sanitaria
- Medico: Oliver Miltner
- Fisioterapista: Sebastian Riekeh, Christian Schwan

## Rosa
| N° | Nome                | Ruolo | Data di nascita  | Nazionalità sportiva |
| -- | ------------------- | ----- | ---------------- | -------------------- |
| 2  | Erik Shoji          | L     | 24 agosto 1989   | Stati Uniti          |
| 3  | Robert Kromm        | S     | 9 marzo 1984     | Germania             |
| 6  | Felix Fischer       | C     | 27 febbraio 1983 | Germania             |
| 7  | Nicolas Le Goff     | C     | 15 febbraio 1992 | Francia              |
| 8  | Árpád Baróti        | S/O   | 23 ottobre 1991  | Ungheria             |
| 9  | Paul Lotman         | S     | 3 novembre 1985  | Stati Uniti          |
| 10 | Sebastian Kühner    | P     | 15 marzo 1987    | Germania             |
| 11 | Tsimafei Zhukouski  | P     | 18 giugno 1989   | Croazia              |
| 12 | Paul Carroll        | S/O   | 16 maggio 1986   | Australia            |
| 13 | Ruben Schott        | S     | 8 luglio 1994    | Germania             |
| 14 | Tomáš Kmeť          | C     | 1º dicembre 1981 | Slovacchia           |
| 15 | Maximilian Auste    | S     | 21 luglio 1997   | Germania             |
| 17 | Egor Bogachev       | S     | 6 aprile 1997    | Germania             |
| 18 | Francesco De Marchi | S     | 17 giugno 1986   | Italia               |